# Jillian Michaels' Fitness Ultimatum 2009
Jillian Michaels' Fitness Ultimatum 2009 é um jogo de video game desenvolvido pela 3G Studios e públicado pela Majesco Entertainment para o Wii. É um jogo de exercícios que faz o uso do Wii Balance Board, apresentando Jillian Michaels, uma expert em fitness que também apresenta o porgrama de TV da NBC "The Biggest Loser.". O jogo foi lançado em 21 de outubro de 2008.

## Ligações Externas
- Site Oficial (em inglês)